# Stora slupskjulet

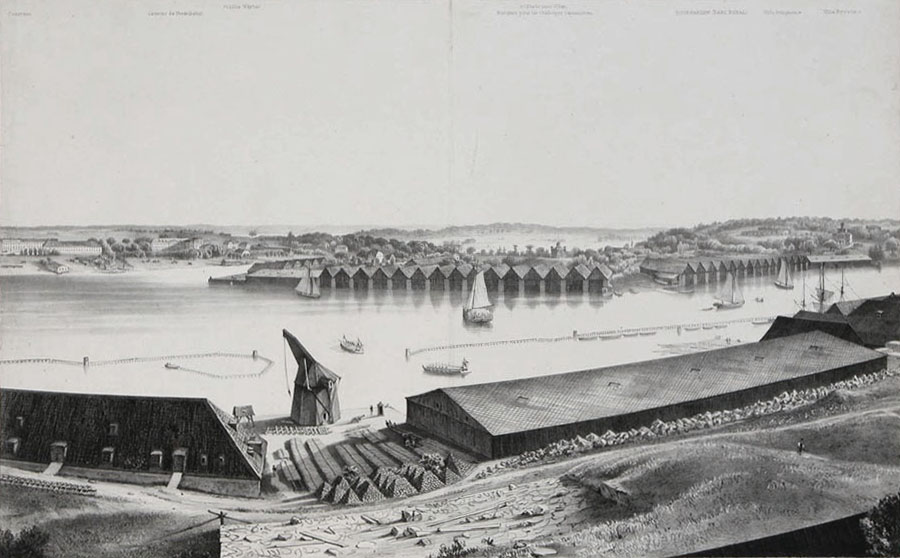
Stora slupskjulet cirka 1850, till höger i bild på litografi av Billmark.

Stora slupskjulet var en byggnad på Skeppsholmen i Stockholm, uppförd 1840-1841 och riven 1970. Stora slupskjulet ritades av arkitekt Fredrik Blom på uppdrag av Kungliga flottan för att inhysa kanonslupar. 
Byggnaden hade för sin tid en avancerad konstruktion i trä, och var ända fram till rivningen en av Stockholms största byggnader med cirkamåtten 110 x 45 meter. Tomten där Stora slupskjulet stod ligger framför Moderna Museet, mellan Norra och Södra fundamenten och Torpeddepartementet, och har sedan rivningen 1970 varit obebyggd. 
Byggnaden fick 1972 ge namn åt Slupskjulsvägen. Slupskjulstomten har sporadiskt använts som festivalplats av Stockholms jazzfestival och Stockholm Music & Arts